# Ștefan Ruha
Ștefan Ruha (în maghiară Ruha István; n. 17 august 1931, Carei, Satu Mare, România – d. 28 septembrie 2004, Cluj-Napoca, România) a fost un violonist maghiar din România, dirijor și profesor universitar, de etnie romă, laureat al primului Festival Internațional „George Enescu” (1958).

## Biografie
La patru ani a primit prima sa vioară. Primele lecții de vioară le-a primit de la tatăl său și de la profesoara Rozália Orosz.
După încheierea celui de-al doilea război mondial, a plecat la Cluj, unde a fost descoperit de profesorul Ferenc Balogh. A absolvit Conservatorul Gheorghe Dima din Cluj.
În anul 1997 a primit titlul de cetățean de onoare al municipiului Carei.

## Premii
- 1958 - Locul III la Concursul Ceaikovski de la Moscova
- 1958 - Locul I la Concursul Enescu de la București
- 1959 - Locul II la Concursul Jacques Thibaud - Marguerite Long din Paris[5]
- 1964 - titlul de Artist Emerit al Republicii Populare Romîne „pentru merite deosebite în activitatea desfășurată în domeniul teatrului, muzicii, artelor plastice și cinematografiei”[6]
- 1968 - Ordinul Meritul Cultural clasa a II-a „pentru merite deosebite în activitatea muzicală”[7]
- 1968 - Medalia I. Cuza 1994 - Cetățean de Onoare al orașului Cluj Napoca
- 1997 - Cetățean de Onoare al orașului Carei
- 2001 - Premiul de Artist Meritoriu al Ungariei